# Ze’ew Awni
Ze’ew Awni, pierw. Wolf Goldstein (ur. 1921 w Rydze, zm. w styczniu 2007 w Izraelu) – radziecki szpieg, agent Mosadu.

## Życiorys
Urodził się jako Wolf Goldstein w rodzinie działaczy socjalistycznych, którzy z Łotwy wyemigrowali do Niemiec, a później do Szwajcarii. W 1942, po zakończeniu służby w szwajcarskiej armii, został zwerbowany przez radziecki wywiad. Werbunku dokonał czeski uchodźca Karl Vibrel.
W 1948 wyemigrował do Izraela, zamieszkał w kibucu Ha-Zore’a. Dwa lata później podjął pracę w Ministerstwie Spraw Zagranicznych w Jerozolimie, a w 1952 roku został wysłany z misją dyplomatyczną do ambasady izraelskiej w Brukseli. Skontaktował się ponownie z Vibrelem w Moskwie i wznowił działalność szpiegowską dla radzieckiego wywiadu, przesyłał m.in. ważne materiały dotyczące izraelskiego MSZ, zakupywanej przez Izrael broni, jak również ujawnił tajne kody.
Zmienił nazwisko na hebrajskie Ze’ew Awni.
Podczas pobytu w Brukseli pełnił również służbę kurierską oraz rekrutował kandydatów do paryskiego oddziału Mosadu. Jego stosunki zarówno z Mosadem, jak i radzieckimi prowadzącymi były kontynuowane na kolejnej placówce dyplomatycznej w Belgradzie.
W kwietniu 1956 roku powrócił do Izraela, wykonywał zadania dla Mosadu m.in. werbując dla niego niemieckich instruktorów armii egipskiej, byłych nazistów; nadal przekazywał informacje dla wywiadu radzieckiego. Jego starania o dalszą pracę w Mosadzie wzbudziły podejrzliwość ówczesnego szefa tej organizacji, Issera Harela. Awni został aresztowany i przesłuchiwany przez Szin Bet, odmówił podjęcia się roli odwróconego podwójnego agenta i został skazany na 14 lat pozbawienia wolności. Sprawa była ściśle strzeżoną tajemnicą, media ujawniły ją dopiero na początku 1990.
Wiara w komunizm była u Awniego niewzruszona do czasu potępienia zbrodni Stalina przez radzieckiego przywódcę Nikitę Chruszczowa - od tego momentu zaczął współpracę z Mosadem.
Został zwolniony w 1965, po zwolnieniu pracował jako psycholog kliniczny. Cenzor wojskowy pozwolił mu opublikować niektóre z jego wspomnień w 1993.